# Paneeraq Olsen
Paneeraq Olsen (nascida em 26 de dezembro de 1958, em Sisimiut) é uma política da Groenlândia (Naleraq) e funcionária pública. Ela tornou-se Ministra da Criança, da Juventude e da Família no governo de Egede em 2021.

## Carreira política
Paneeraq Olsen foi eleita para o Inatsisartut (o parlamento da Groenlândia) e para o conselho municipal de Qeqqata nas eleições de 2021. Ela recebeu 99 votos na eleição de Inatsisartut.
No dia 27 de setembro de 2021, Olsen foi nomeada Ministra da Criança, da Juventude e da Família, onde substituiu Mimi Karlsen (IA), que ocupava temporariamente o cargo desde que Eqaluk Høegh (IA) se havia retirado do Naalakkersuisut por motivos de saúde no mês anterior.

## Educação e carreira
Olsen formou-se no ensino médio em Nuuk 1992 e é MPA pela Ilisimatusarfik (Universidade da Groenlândia).
Olsen foi secretária ministerial de Hans Enoksen de 2001 a 2004, e depois diretora municipal no antigo município de Sisimiut de 2004 a 2008; mais tarde, após a reforma municipal da Groenlândia, diretora municipal de reforma do município de Qeqqata de 2009 a 2019.